# ألبرت ألان أوين
ألبرت ألان أوين (بالإنجليزية: Albert Alan Owen)‏ هو ملحن بريطاني، ولد في 1948 في بانغور في المملكة المتحدة.

## وصلات خارجية
- ألبرت ألان أوين على موقع ميوزك برينز (الإنجليزية)
- ألبرت ألان أوين على موقع ديسكوغز (الإنجليزية)